# Fatmawati
Fatmawati (ur. 5 lutego 1923 w Bengkulu, zm. 14 maja 1980 w Kuala Lumpur) – trzecia żona pierwszego prezydenta Indonezji Sukarno i pierwsza dama Indonezji. Była także matką pierwszej kobiety prezydent kraju – Megawati Sukarnoputri. Skonstruowała pierwszą flagę narodową wywieszoną w niepodległej Indonezji.
Pośmiertnie, w 2000 r., została uhonorowana tytułem Bohatera Narodowego Indonezji.